# Sveti Nikola (otok)
Koordinati:   45°13′27″N, 13°35′10″E
Sveti Nikola je majhen otoček v Jadranskem morju, ki pripada Hrvaški.
Sveti Nikola leži jugozahodno od Poreča, od katerega je oddaljen okoli 0,4 km. Njegova površina meri 0,124 km². Dolžina obalnega pasu je 2,11 km. Otoček je deloma porasel z gostim borovim gozdom, deloma pa ga pokriva gosta makija. Obala je primerna za kopanje. Plaže so deloma peščene ali pa prekrite z betonskimi pločšami. Na otoču se nahajata dva hotela in turistično naselje.
Na otočku se nahajajo ostanki ilirskih gradenj. Grški priseljenci so v 6. stoletju ustanovili samostan s cerkvijo sv. Anastazija. Samostan je bil leta 1769 ukinjen. Na njegovem mestu so 1886 zgradili dvorec, ki pa so ga kasneje preuredili v hotel. Okrogel obrambni stolp iz leta 1402 sodi med najstarejše ohranjene svetilnike na Jadranu.